# امتداد معجزه
امتداد معجزه (به انگلیسی: Miracle Run) فیلم تلویزیونی شبکه لایف‌تایم به کارگردانی گرگ چمپیون در سال ۲۰۰۴ ساخته شده‌است. این فیلم و در ژانر خانوادگی عاشقانه می‌باشد. در این فیلم مری-لوئیز پارکر، آیدان کوئین، زک افران، بوبا لوئیس، جیک چری، جرمی شادا به ایفای نقش پرداخته‌اند.

## داستان
زندگی «کورین مورگان-توماس» وقتی متوجه می‌شوند دوقلوهایش «استیون» و «فیلیپ» مبتلا به اوتیسم هستند کاملاً تغییر می‌کند. چند پزشکی که او پسران خود را نزدشان می‌برد قادر به تشخیص بیماری نیستند تا اینکه متخصصی بیماری اوتیسم آنها را تشخیص می‌دهد. او خانواده خود را ترک می‌کند و…

## بازیگران
- مری-لوئیز پارکر (کورین مورگان-توماس)
- آیدان کوئین (داگلاس توماس)
- زک افران (استیون مورگان)
- بوبا لوئیس (فیلیپ مورگان)
- جیک چری (نوجوانی استیون مورگان)
- جرمی شادا (نوجوانی فیلیپ مورگان)
- آلیشیا مورتون (جنیفر مایکلز)